# Wood River, Illinois
Wood River là một thành phố thuộc quận Madison, tiểu bang Illinois, Hoa Kỳ. Năm 2010, dân số của thành phố này là 10657 người.

## Dân số
Dân số qua các năm:
- Năm 2000: 11296 người.
- Năm 2010: 10657 người.